# اخیسار، اکسارای
آک‌حیسار، آک‌سارای (به لاتین: Akhisar, Aksaray) یک منطقهٔ مسکونی در ترکیه است که در استان آق‌سرای واقع شده‌است.